# Miroslava Stern
Miroslava Šternová Beková (Praga, 26 de febrer de -Ciutat de Mèxic, 9 de març de 1955), coneguda com Miroslava Stern, va ser una actriu txecoslovac-mexicana. És considerada una de les actrius més importants del cinema a Mèxic, això a causa de la seva participació a pel·lícules com; ¡A volar joven! (1947), La liga de las muchachas (1950), La casa chica (1950), La muerte enamorada (1951), Cárcel de mujeres (1951), Las tres perfectas casadas (1953), per la qual va ser nominada a un Premi Ariel, Escuela de vagabundos (1955), i Ensayo de un crimen (1955).
La seva carrera es trobava en ascens en 1955, però va quedar truncada aquest mateix any quan va ser trobada morta a l'habitació de la seva casa en cometre un suposat suïcidi amb una sobredosi de barbitúrics.

## Fins 1946: infància i començament de carrera
Miroslava Šternová Beková, va néixer amb dia i any de naixement disputats entre el 26 o 27 de febrer de 1925, 1926 o 1927 a Praga, Txecoslovàquia, actual República Txeca. Stern no va conèixer als seus pares ja que es diu que ambdós van morir. Va ser adoptada pel doctor i psicoanalista jueu Oscar Šternová/Oskar Štern i la seva esposa Miroslava Bečka Stern/Miroslava Beková. Va tenir un germà anomenat Ivo Stern Becka (mort en 2011 i qui va ser president del Consell Interamericà d'Escoltisme). La seva família gaudia d'una bona posició econòmica, però malgrat això, es van veure obligats a fugir i abandonar el seu país a causa de l'inici de la Segona Guerra Mundial i la persecució nazi, abandonant a tots els seus familiars, incloent-hi la seva àvia paterna, qui fora una figura femenina molt important en la vida de Miroslava i la qual mai va tornar a veure. La separación de su abuela le causó un terrible sentimiento de culpa con el que cargó hasta sus últimos días. La separació de la seva àvia li va causar un terrible sentiment de culpa amb el qual va carregar fins als seus últims dies. Per a salvar-se, van haver de recórrer Bèlgica, Finlàndia i Suècia. El seu pare va ser detingut i va haver de revelar la veritat, la seva esposa no era jueva i Miroslava era adoptada, amb la finalitat que la família no fos enviada a un camp de concentració, tanmateix això als nazis no els va importar i la família va romandre tres setmanes en un d'aquests camps, del qual van tenir la sort de sortir. En ser alliberats van decidir escapar del país cap a Mèxic en 1941 entrant per Mazatlán (port del Pacífic), quan Miroslava tenia 15 anys. No van romandre junts per molt de temps, perquè el seu pare va considerar que era millor manar-la a estudiar anglès i espanyol a la ciutat de Nova York, als Estats Units. Es diu que en aquest país va cometre el seu primer intent de suïcidi per la defunció del seu nuvi en 1942, un militar estatunidenc que havia conegut a la ciutat, i que a més no va poder perdurar molt de temps al país, ja que no suportava estar separada del seu germà Ivo.
Va tornar a Mèxic i va entrar a estudiar disseny, pintura i confecció en el Col·legi Americà. En 1944 i secundada pel seu pare, va participar en un ball anomenat «Blanco & Negro» en l'exclusiu «Country Club» situat a Ciutat de Mèxic. Va ser un esdeveniment en el qual participaven les joves de l'alta societat de la capital, d'entre les quals es triava a una «reina» i la guanyadora va ser Miroslava, rebent com a premi una beca per a estudiar actuació als estudis RKO a Califòrnia, els Estats Units. En 1945, la seva mare mor víctima de càncer, la qual cosa a poc a poc va anar generant-li una depressió i això la va portar al seu segon intent de suïcidi, del qual novament va sortir lliurada. Malgrat això, es va enrolar en l'oportunitat que havia guanyat i va continuar la seva carrera com a actriu, ja que després de concloure el seu període en els estudis RKO tornaria a Mèxic per a ingressar a la prestigiosa acadèmia escènica del japonès Seki Sano. En aquest lloc va conèixer a Jesús Jaime Gómez Obregón, conegut com «El Bambi», de qui es va enamorar i tots dos es casarien el 2 de febrer de 1946. No obstant això, tots dos es divorciarien el mateix any ja que suposadament Obregón, membre d'una família adinerada, només l'havia utilitzat per guardar les aparences i ocultar la seva homosexualitat. Sent aquest un supòsit matrimoni de conveniència i el qual va provocar un trauma més en l'actriu, perquè segons es diu que després d'aquesta decepció amorosa, tenia por d'iniciar una relació sexual amb un altre home.

## 1946-1953: fama al cinema i televisió
En 1946, Miroslava va participar en la seva primera pel·lícula titulada Bodas trágicas al costat de l’actor Ernesto Alonso. El 1947 va aparèixer a Cinco rostros de mujer i ¡A volar joven! al costat de l’actor i comediant Cantinflas. Va continuar la seva carrera en 1948, any en el qual participaria en la seva primera cinta estrangera realitzada entre els Estats Units i Mèxic, amb la seva filmografia d'enguany a Juan Charrasqueado, Adventures of Casanova (comercialitzada en castellà com Casanova aventurero), Nocturno de amor i Una aventura en la noche. En 1949, filmó la película Secreto entre Mujeres i wl 1950 va treballar a La posesión, La liga de las muchachas i La casa chica. Addicionalment, prop d'enguany, va interpretar i va gravar la cançó de gènere bolero, Bésame mucho en un disc de vinil extremadament rar de trobar, produït als Estats Units i del qual sembla que només existeixen poques còpies.
Continuant l'inici d'aquesta nova dècada, per a 1951, va tenir participació en set cintes les quals van ser La muerte enamorada, Trotacalles, Monte de piedad, Cárcel de mujeres, Ella y yo, El puerto de los siete vicios, i la seva segona producció estatunidenca titulada The Brave Bulls (Toros Bravos). Ràpidament a l'any següent en 1952 va formar part dels films Dos caras tiene el destino, Música, mujeres y amor y apareció en un documental estadounidense titulado Screen Snapshots: Hollywood on the Ball. El 1953va aparèixer a La bestia magnífica, Las tres perfectas casadas per la que va ser nominada a un Premi Ariel, Reportaje, Sueños de gloria, El monstruo resucitado i va aparèixer en un documental estatunidenc titulat Suspense (Suspenso) en el episodio «Reign of Terror» (Reinado de Terror). A més, la seva manicurista i secretària, Marta Aurelia Hernández, va declarar que al gener d'aquest any, Miroslava va tenir el seu tercer intent de suïcidi en tractar de llançar-se del seu cotxe quan aquest estava en marxa, però ella aconseguiria parar el vehicle i subjectar-la perquè no morís, lliurant a la mort una vegada més.

## 1954-1955: treballs finals
Stern no va detenir la seva carrera malgrat els problemes que travessava i va continuar el seu treball en la pantalla gran en 1954, encara que solament apareixeria en una cinta titulada La visita que no tocó el timbre,per donar pas a 1955, any en el qual tindria els seus últims papers previ a la seva inesperada mort, participant a les pel·lícules Escuela de vagabundos, la cinta mexicano-cubana Más fuerte que el amor, el seu tercer i últim film estatunidenc titulat Stranger on Horseback (comercialitzada en espanyol com El jinete misterioso), i la seva aparició final a Ensayo de un crimen, en la qual es va presentar una escena on una efígie maniquí de Miroslava és consumida en flames dins d'un forn, curiosament setmanes després ocorreguda la seva mort i dies abans de l'estrena de la cinta, les restes de l'actriu van ser cremats. Abans de la seva mort, Stern ja tenia altres projectes en porta per a aparèixer a més pel·lícules i poder alternar entre Hollywood i Mèxic, perquè ja havia signat un contracte per a aparèixer en el film Vainilla, bronce y morir de 1957, i una cinta còmica que no va ser realitzada a causa de la seva defunció, que anava a titular-se No es posible la luna conmigo i on compartiria crèdits amb Ninón Sevilla i Tin Tan.

## Vida personal
Es diu que Miroslava va tenir diversos romanços curts amb homes com Arturo de Córdova, l'actor estatunidenc Steve Cochran, Pedro Armendáriz mentre estava casat, l'empresari Jorge Pasquel, Pedro Infante i els dos homes dels quals es diu que va estar profundament enamorada i dels qui s'ha debatut que va ser un d'ells el causant del seu suïcidi: Cantinflas de qui va poder enamorar-se només perquè era un home casat i Luis Miguel Dominguín amb qui sí que es va involucrar sentimentalment. També s'ha declarat que presumptament era lesbiana, cosa de la qual mai va parlar obertament l'actriu i que va quedar només com un misteri, perquè es diu que va tenir una relació amorosa amb l'actriu Ninón Sevilla. Aquest tema també va ser discutit pel seu amic, l'actor Ernesto Alonso, qui asseguro que això era mentida. Encara que també s'ha dit que va tenir un altre possible romanç amb l'actriu i cantant Amanda del Llano.

## Mort
El 9 de març de 1955, Stern va ser trobada sense vida dins de la seva habitació. El seu decés va ser informat a la policia per mitjà d'una trucada telefònica. S'intento fer que l'ocorregut es mantingués en secret, però d'acord amb un reportatge fet pel periòdic mexicà «El Universal», en menys de mitja hora, ja hi havia 50 persones a l'habitació de l'actriu.
Descriptivament, jeia sobre el llit, en posició decúbit dorsal dret, el seu cap estava sobre la mà del mateix costat i en la qual es diu que sostenia una fotografia. Això últim va quedar com una llegenda urbana, ja que a les fotos preses al seu cos no s'aconsegueix apreciar que estigués sostenint cap cosa. A més, existeixen dues imatges que mostren el seu cadàver, una on es troba tal qual va ser descrita, i una altra on les seves restes van ser mogudes perquè quedés recolzada, a més d'haver estat coberta amb un llençol blanc. Sobre la suposada fotografia que sostenia a la seva mà, mai va quedar esclarit de qui se suposa que era, ja que alguns afirmen que era de Luis Miguel Dominguín, uns altres de Ninón Sevilla (presumptament canviada pels seus amics per a protegir la seva imatge), i alternativament s'esmenta que era de Jorge Pasquel (la qual es diu que va ser canviada pel seu amic Ernesto Alonso).
Un dia abans, el 8 de març, Stern va tornar al seu domicili i li va demanar a la seva majordoma que es retirés de la feina de casa almenys durant un o dos dies. María del Rosario, una dona de la tercera edat i que va ser la seva majordoma declararia el següent:
| «                                                  | Dimarts passat va ser l'últim dia que la vaig veure, a les 12 hores em va cridar a la seva habitació, estava vestida com la trobem avui. Em va dir: «Rosario, ves-te’n a la teva casa a descansar i vens demà a les sis de la tarda, no vinguis abans perquè no estaré». | » |
| — Declaració de la dona al periòdic «El Universal» | |   |

Miroslava solament va baixar de la seva alcova en una ocasió per beure un got de llet. Després d'això, queda com a incògnita que va succeir després, perquè alguns afirmen que l'endemà la seva majordoma torna per reportar-se amb ella, al que l'actriu va respondre recordant-li el que li havia demanat el dia anterior, a més de demanar-li que si arribava el senyor Óscar Stern, el seu pare, li digués que no era a la casa. El dia dijous 10 de març, a les 11 del matí, el majordoma va cridar insistentment a l'habitació de l'actriu, que no va respondre, raó per la qual va pensar que es trobava adormida. A les 12 del dia novament va trucar a la porta però al no haver-hi resposta de Stern, la senyora va optar per tractar de localitzar al senyor Óscar, infructuosament. No obstant això, localitza a l'actriu Ninón Sevilla, i juntes van forçar la porta de l'habitació per trobar Miroslava morta sobre el seu llit. Més tard, Sevilla cridaria a l'actor Ernesto Alonso perquè presenciés la mateixa escena.
D'altra banda i segons el relatat pel periòdic El Universal, la dona va acatar l'ordre que se li havia donat, presentant-se a treballar l'endemà a les sis de la tarda. Va pensar que l'actriu no es trobava a casa, ja que la seva correspondència es trobava tirada sota la porta i opta per anar-se a ficar-se al llit. L'endemà, María va tocar la porta de la seva habitació i no va obtenir resposta. Tement que li havia passat alguna cosa, es va comunicar amb el seu pare (qui es trobava a Cuernavaca) per demanar-li l'autorització d'entrar a la seva habitació a la força, però no va aconseguir localitzar-lo. La dona va declarar el següent:
| «                                                  | Me’n vaig anar per la terrassa que dona a l'alcova de la nena i la vaig trobar morta. El cadàver estava estès sobre el llit. A la mà dreta tenia la fotografia d'aquest espanyol que diuen és torero, en l'altra tres cartes. | » |
| — Declaració de la dona al periòdic «El Universal» | |   |

L'actriu Ninón Sevilla va declarar que es va quedar esperant-la per a començar les filmacions de la pel·lícula «No es posible la luna conmigo» i que a més li havia trucat per telèfon, però ningú contesto. A la seva habitació, es van trobar una caixa d’Ayerlucin (un barbitúric), un flascó contenint un altre medicament de nom Dodecalivez i tres cartes pòstumes. El metge que va examinar el seu cos, va tenir com a diagnòstic que portava almenys 30 hores a l'habitació. Les autoritats van permetre que el seu cos no fos traslladat a la morgue i que aquí mateix fos lliurat als seus familiars perquè fos vetllat. Es diu que no se li va realitzar cap autòpsia. El seu cos va ser traslladat a una agència funerària, on l'actriu Dolores Camarillo «Fraustita» la va maquillar per última vegada, per a després ser portada al Panteó Francès de San Joaquín on va ser cremada. Les seves cendres van ser dipositades en un mausoleu familiar dins del mateix cementiri.

### Cartes pòstumes
«Yvo meu, perdona'm que et causi dolor, perdona'm tot, però ja no puc continuar vivint. Creu-me que t’estimo terriblement però seria jo només una nosa i una vergonya per vosaltres. Quan et recordis de mi recorda sense remordiment i sense dolor. Jo em sentiré millor, però no puc seguir ...escriu i envia la campaneta de plata a Luis Miguel Dominguín i que sigui feliç. T'ho demano.»
Dues de les tres cartes amb les quals el seu cos va ser trobat, es trobaven escrites en txec. Una era dirigida al seu pare i l'altra al seu germà. La tercera carta era per a un advocat amb el nom Eduardo Lucio, on Stern donava detalls sobre els seus deutes i com era que cadascuna havia de pagar-se sense involucrar a altres persones.

### Teories del seu suïcidi
La primera teoria de suïcidi va ser pel fet que suposadament Miroslava estava enamorada. S'ha debatut que va ser pel torero espanyol Luis Miguel Dominguín, qui s'havia casat el 2 de març de 1955 a Las Vegas, amb Lucia Bosè. Encara que altres afirmen que realment estava enamorada de l'actor mexicà Cantinflas i ell va ser la raó per la qual va optar llevar-se la vida, això declarat pel periodista Jacobo Zabludovsky. Això també va ser secundat pel seu amic Ernesto Alonso, qui va declarar el següent:
| « | Aquesta versió es va donar com una certa «oficialment»; i no la vaig voler desmentir per no causar escàndols. La pel·lícula no podia mostrar al torero espanyol com a objecte de l'obsessió de Miroslava. Això era mentida. Ella s'havia embullat amb Dominguín per despit, però l'home pel qual havia embogit d'amor era un mexicà important, molt important. Mil vegades li va prometre divorciar-se de la seva dona per a contreure matrimoni amb ella (Cantinflas era casat), però mai ho va complir. Va ser un covard que per set anys va jugar amb els sentiments de Miroslava. Quan ella es va adonar de l'engany es va enfonsar en una profunda depressió de la qual ja no es va recuperar. | » |

«Papà, perdona'm i oblida. No puc seguir, no tinc valor, gràcies per tot i perdona'm que no tingui suficient voluntat per viure. T’estima. Bambulka.»
Una altra teoria apunta al fet que l'actriu sofria de problemes de nervis, això declarat pel seu pare Oscar Stern (mort en 1972). A més de patir psicosi des que era petita, malaltia de la que mai es va curar i hi havia vegades que sofria depressions molt intenses, per la qual cosa calia donar-li tractaments especials. Tot això a causa de la seva infància quan Txecoslovàquia va ser envaïda per Alemanya. Alguns dels seus familiars van afirmar que quan es va trobar a Praga, va haver de romandre oculta durant més de 36 hores amb tensió nerviosa sota els bombardejos que van deslligar els alemanys.

### Teories sobre la seva mort
Sobre la seva mort van existir altres teories, la primera diu que no s'havia suïcidat, sinó que en realitat havia mort en l'accident aeri que li va llevar la vida a l'empresari Jorge Pasquel el 8 de març de 1955.
La segona teoria sobre la seva mort diu que en realitat no va cometre suïcidi, sinó que va ser assassinada pel fet que era una espia encobert. Crim comès per Marta Aurelia Hernández qui treballava amb ella i va exercir com el seu manicurista, secretària, maquilladora, confident i suposada amiga.

## Llegat

### Pel·lícula i personificacions
En 1993 es va realitzar la pel·lícula pòstuma i biogràfica sobre la seva vida titulada Miroslava, amb l'actriu francesa Arielle Dombasle personificant-la en el film. En 2014, va ser personificada per l'actriu ucraïnesa-mexicana Ana Layevska a la pel·lícula Cantinflas.

## Filmografia

### Documentals
| Any  | Títol              |
| ---- | ------------------ |
| 1955 | El charro inmortal |
| 1956 | Torero             |

### Pel·lícules
| Any  | Títol                                        | Paper               |
| ---- | -------------------------------------------- | ------------------- |
| 1946 | Bodas Trágicas                               | Amparo              |
| 1946 | Cinco rostros de mujer                       | Beatriz             |
| 1947 | ¡A volar joven!                              | María               |
| 1947 | Juan Charrasqueado                           | María               |
| 1947 | Adventures of Casanova (Casanova Aventurero) | Germana de Casania  |
| 1947 | Nocturno de Amor                             | Marta Reyes         |
| 1947 | Una aventura en la noche                     | Elena               |
| 1948 | Secreto entre mujeres                        | Claudia             |
| 1949 | La posesión                                  | Rosaura             |
| 1949 | La liga de las muchachas                     | Marta               |
| 1950 | La casa chica                                | Lucila del Castillo |
| 1950 | La muerte enamorada                          | Tasia, la Mort      |
| 1950 | Monte de Piedad                              | Elena               |
| 1951 | El puerto de los siete vicios                | Colomba             |
| 1951 | The brave bulls (Toros bravos)               | Linda de Calderón   |
| 1951 | Trotacalles                                  | Elena               |
| 1951 | Cárcel de mujeres                            | Evangelina Ocampo   |
| 1951 | Ella y yo                                    | Irene Garza         |
| 1951 | Dos caras tiene el destino                   | Anita               |
| 1952 | Música, mujeres y amor                       | Elisa Méndez        |
| 1952 | Screen snapshots: Hollywood on the Ball      | Ella misma          |
| 1952 | Las tres perfectas casadas                   | Leopoldina          |
| 1952 | La bestia magnífica                          | Meche               |
| 1952 | Sueños de gloria                             | Elsa                |
| 1953 | El monstruo resucitado                       | Nora                |
| 1953 | Reportaje                                    | Infermera           |
| 1953 | Más fuerte que el amor                       | Bárbara             |
| 1954 | La visita que no tocó el timbre              | Emma                |
| 1954 | Escuela de vagabundos                        | Susana Valverde     |
| 1954 | Stranger on horseback (El jinete misterioso) | Amy Lee Bannerman   |
| 1955 | Ensayo de un crimen                          | Lavinia             |

## Nominacions

### Premis Ariel
| Any  | Categoria           | Pel·lícula                 | Resultat |
| ---- | ------------------- | -------------------------- | -------- |
| 1954 | Coactuació Femenina | Las tres perfectas casadas | Nominada |